# رباطية جرداء
الرباطية الجرداء نوع نباتي يتبع جنس الرباطية من الفصيلة المسكية.

## البيئة والانتشار
يتواجد هذا النبات في شرق الولايات المتحدة وكندا.

## الوصف النباتي
الأوراق بسيطة متقابلة. الأزهار بيضاء.